# Mina Kruseman

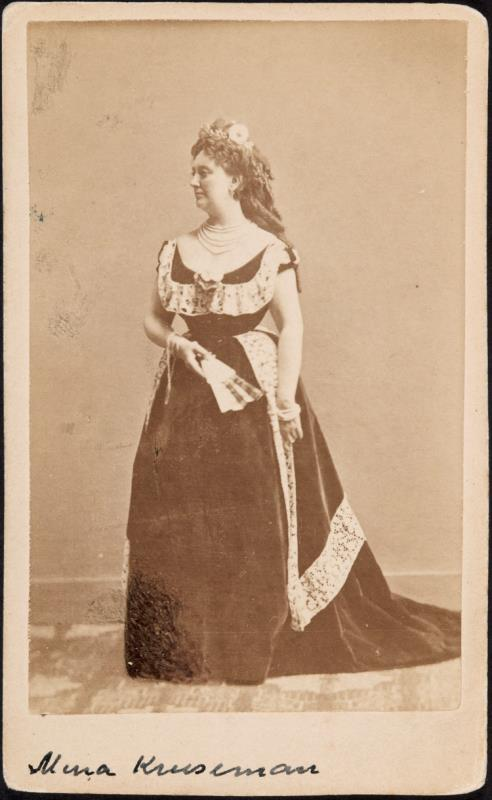
Mina Kruseman (1875)

Wilhelmina Jacoba Pauline Rudolphine "Mina" Kruseman, född 25 september 1839 i Velp, Kungariket Förenade Nederländerna, död 1922, var en nederländsk feminist och författare som kallade sig själv för Oristorio di Frama. Kruseman bedrev en viktig opinionsbildning genom sitt författarskap, som tog upp frågor om kvinnors rättigheter.